# 威廉明妮·阿瑪莉埃 (不倫瑞克-呂訥堡)
不伦瑞克-吕讷堡的威廉明妮·阿瑪莉埃（德語：Wilhelmine Amalie von Braunschweig-Lüneburg，1673年4月21日—1742年4月10日）是神圣罗马帝国皇后和不伦瑞克-吕讷堡公国的郡主。她是皇帝約瑟夫一世的妻子。
威廉明妮·阿瑪莉埃很早就被皇帝利奧波德一世的皇后艾蕾諾爾·瑪格達琳相中為她長子的妻子。1699年，她和約瑟夫一世结婚。她和婆婆艾蕾諾爾·瑪格達琳皇太后和丈夫的弟嫂伊麗莎白·克莉絲丁之间的感情都很好。
婚后她诞下三名孩子，其中独子夭折。她和丈夫起初很幸福，但約瑟夫一世很快就多次发生外遇。1711年，她的丈夫去世。
她的两个女儿的优先继承权也在1713年国事诏书中被叔叔查理六世的女兒取代。她不满这个改变，但没有公开表达出来。她晚年在修道院度过。